# Sympycnus nectarophagus
Sympycnus nectarophagus är en tvåvingeart som beskrevs av Charles Howard Curran 1924. Sympycnus nectarophagus ingår i släktet Sympycnus och familjen styltflugor.
Artens utbredningsområde är Kongo. Inga underarter finns listade i Catalogue of Life.